# Нисмичи
Нисмичи (укр. Нісмичі) — село в Сокальской городской общине Шептицкого района Львовской области Украины.
Население по переписи 2001 года составляло 174 человека. Занимает площадь 0,519 км². Почтовый индекс — 80013. Телефонный код — 3257.